# GIUKギャップ

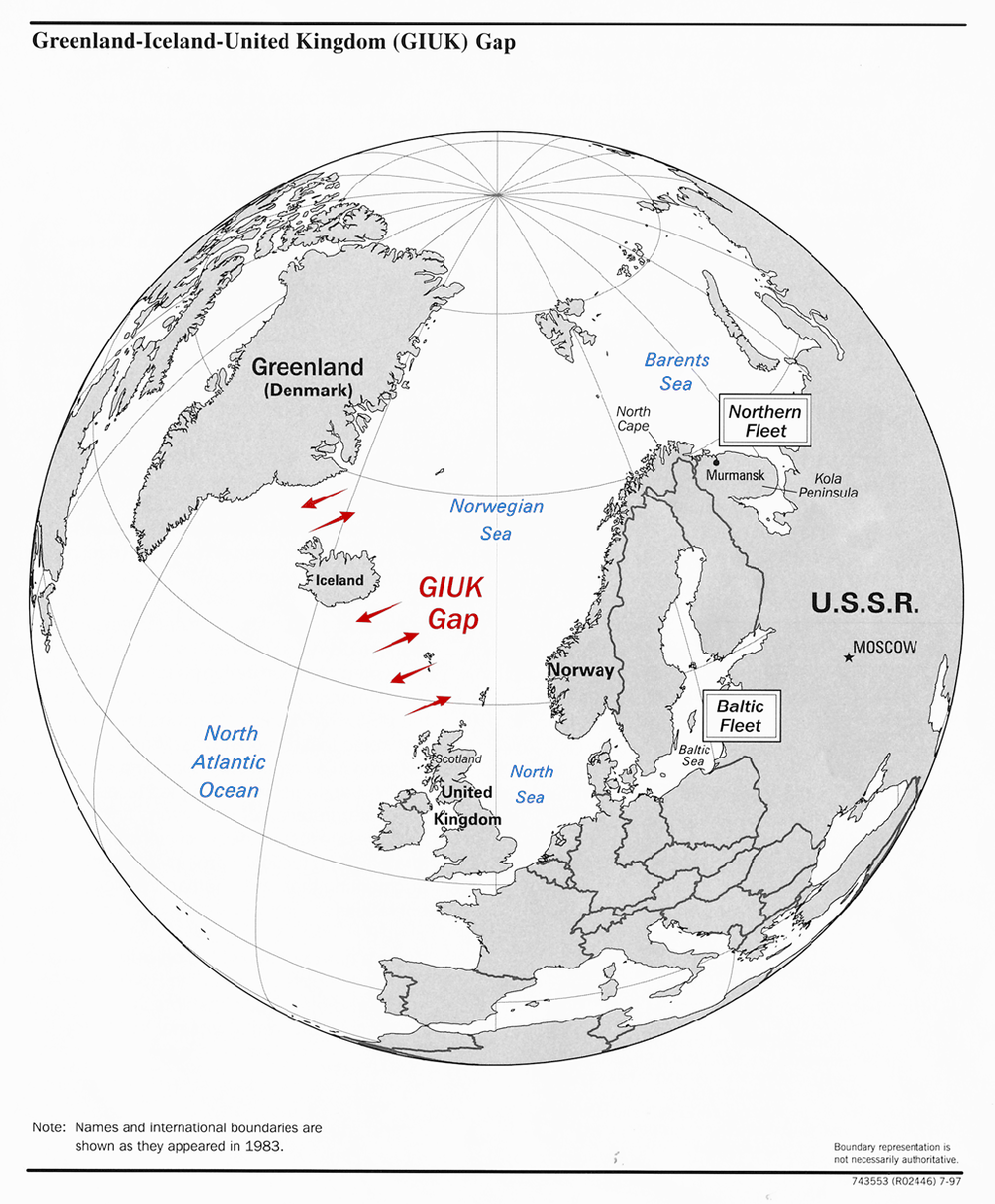
GIUK ギャップ 拡大

GIUKギャップ（英: GIUK gap）は、海戦上のチョークポイント（通航を管制出来る地点）を成す、北大西洋上の海域のことである。この「GIUK」とはグリーンランド（Greenland）、アイスランド（Iceland）、イギリス（United Kingdom）の頭文字からとられており、ギャップとは、これら3つの陸地の間に存在する開けた海域のことを指す。この語は主に、軍事問題を語る際に使われる。

## イギリスにとって
GIUKギャップは、イギリス海軍にとって特に重要な問題となっている。それはバルト海や北海に面する北ヨーロッパ諸国の艦隊が大西洋への進出を試みた場合、イギリスにとって防衛の容易なイギリス海峡か、遠回りとなるアイスランドの両側のどちらかの海域を出口としなければならないからである。また、地中海に面する南ヨーロッパ諸国や黒海に面する東ヨーロッパ諸国の艦隊が同じく大西洋への進出を試みた場合は、ジブラルタル海峡を突破するか、スエズ運河と喜望峰を経由するかのどちらかを選択せねばならない。
このためヨーロッパでは、フランス、スペイン、そしてポルトガルのみが、イギリス海軍にチョークポイントにおいて容易に封鎖されずに大西洋へアクセスできるのである。
第二次世界大戦中、イギリス向け輸送船団の攻撃を企図して、北ドイツやノルウェーから大西洋に進出しようとするドイツ海軍艦船が、たびたびGIUKギャップの突破を試みた。しかし、イギリス海軍による北海とGIUKギャップの封鎖によって、この試みはほとんど成功しなかった。このため、フランスの陥落によってブレストやロリアン、ラ・ロシェル、ボルドーなどの大西洋岸地域にUボート基地を設置することが可能となったことは、ドイツにとって大きな助けとなった。なお、1940年から1942年の間、アイスランドとグリーンランドの間のデンマーク海峡は、イギリス空軍が哨戒用の爆撃機を送り込めなかった数少ない地域のうちのひとつだったため、前述の試みが成される中心的な海域だった。
「ギャップ」という言葉の起源はこの時期に求められる。当時この海域には「グリーンランド・エア・ギャップ」として知られる、航空機による輸送船団の援護が出来ず、ドイツUボートが活発に活動する海域が存在した。このギャップも1943年に至り、ショート サンダーランド飛行艇やB-24といった航続距離の長い航空機が出現し、大西洋でのドイツUボートの活動をほとんど不可能にしたことで閉じられた。

## 冷戦時
コラ半島を基地として作戦するソ連北方艦隊の潜水艦が、大西洋に出ようとする際の唯一の出口となるため、GIUKギャップは1950年代に、再び海軍の作戦計画の中心となった。アメリカ合衆国とイギリスの戦後の海軍戦略の基礎は、GIUKギャップを封鎖することにおかれ、SOSUSとして知られる一連の水中聴音機の設置なども行われた。これは、冷戦が「熱い戦争」になった場合、ソ連潜水艦が北大西洋で作戦することを許せば、アメリカからヨーロッパに送られる増援用船団が、看過し得ない被害に直面すると懸念されたからである。
冷戦時のイギリス海軍の主要な任務は、核抑止を除けば、この対潜水艦戦（ASW）だった。インヴィンシブル級航空母艦の建造はこのドクトリンに基づくもので、その任務はシーキングヘリコプターを使った対潜水艦戦である。また、23型フリゲートも、純粋なASW用艦艇として計画されていたが、フォークランド紛争の後に任務が拡大された。

## その他
GIUKギャップは、グリーンランドやカナダ東部に渡りをする、ハシグロヒタキのような渡り鳥にとっても、通路となっている。
GIUKギャップは、トム・クランシーによる『レッド・ストーム作戦発動』や『レッド・オクトーバーを追え!』など、いくつかの小説で中心的なプロットの要素となっている。